# Episodi di My Hero Academia (terza stagione)
La terza stagione dell'anime My Hero Academia comprende gli episodi dal 39 al 63, per un totale di 25 episodi. La trama inizia narrando del ritiro estivo degli studenti, durante il quale Bakugo viene rapito dai villain e verrà liberato solo durante un estenuante combattimento tra All Might e All For One, che sancirà l'uscita di scena del simbolo della pace. Dopo questi fatti viene concesso agli studenti di ottenere una licenza provvisoria da eroe e Bakugo scopre il segreto del quirk di Midoriya.
Annunciata al termine della stagione precedente, la terza stagione è stata trasmessa in Giappone dal 7 aprile al 29 settembre 2018 su ytv e NTV. In Italia è stata pubblicata in simulcast su VVVVID con sottotitoli italiani, tuttavia, a causa di difficoltà nell'acquisizione della licenza, la trasmissione sul sito streaming italiano inizia solo il 18 maggio 2018, e dopo la pubblicazione del diciottesimo episodio vengono gradualmente tolti dalla modalità gratuita gli episodi meno popolari (poi ri-aggiunti a rotazione) con l'uscita degli episodi successivi. È stata trasmessa con doppiaggio italiano su Italia 2 dal 10 marzo al 7 aprile 2021, dopo la pubblicazione in home video.
Nell'edizione originale, la prima metà della stagione (dall'episodio 39 al 51) adopera la sigla di apertura ODD FUTURE (lett. "Futuro insolito") degli Uverworld e la sigla di chiusura Update (アップデート?, Appudēto, lett. "Aggiornamento") di Miwa. La seconda metà della stagione (dall'episodio 52 al 63) invece utilizza la sigla di apertura Make my story (lett. "Crea la mia storia") dei Lenny code fiction e la sigla di chiusura Long Hope Philia di Masaki Suda.

## Lista episodi
| Nº serie | Nº | Titolo italiano Giapponese 「Kanji」 - Rōmaji | In onda           | In onda       |
| Nº serie | Nº | Titolo italiano Giapponese 「Kanji」 - Rōmaji | Giapponese        | Italiano      |
| 39       | 1  | Inizia la partita 「ゲーム・スタート」 - Gēmu Sutāto | 7 aprile 2018     | 10 marzo 2021 |
| 39       | 1  | Gli studenti della classe 1-A trascorrono una giornata in piscina in cui si allenano e ricordano i principali eventi delle stagioni precedenti. |                   |               |
| 40       | 2  | Wild Wild Pussycats 「ワイルド・ワイルド・プッシーキャッツ」 - Wairudo Wairudo Pusshīkyattsu | 14 aprile 2018    | 10 marzo 2021 |
| 40       | 2  | Gli studenti della 1-A e della 1-B partono per fare un ritiro nei boschi, ma prima di arrivare a destinazione incontrano il gruppo di eroi Pussycats che, come da programma, li fanno scendere dall'autobus e proseguire a piedi attraverso una foresta piena di mostri di pietra. Il professor Aizawa è il responsabile della sezione A e si augura che con questo periodo di allenamento i ragazzi raggiungeranno un livello superiore al normale per la loro età in vista di uno scontro con l'Unione dei Villain, e spiega fin da subito che durante il ritiro dovranno focalizzarsi sul migliorare il proprio quirk. |                   |               |
| 41       | 3  | Ti salverò, Kota! 「洸汰くん」 - Kōta-kun | 21 aprile 2018    | 10 marzo 2021 |
| 41       | 3  | Fin dal primo giorno i ragazzi usano a pieno carico i loro poteri per migliorarli. Assieme ai Pussycats c'è un bambino chiamato Kota che odia la società degli eroi perché entrambi i suoi genitori si sacrificarono in quanto tali, e Midoriya prova a convincerlo raccontandogli del suo desiderio di possedere un'unicità riferendosi a un suo amico immaginario, ma invano. Il giorno dopo Todoroki confida a Midoriya che, per quanto buone fossero le sue intenzioni, le sole parole non bastano e devono essere accompagnate dai gesti che le dimostrano. Quella sera, mentre le due sezioni si sfidano in una prova di coraggio, i Villain li attaccano cogliendoli alla sprovvista. |                   |               |
| 42       | 4  | Il mio eroe 「僕のヒーロー」 - Boku no Hīrō | 28 aprile 2018    | 10 marzo 2021 |
| 42       | 4  | Dabi organizza l'attacco in qualità di leader della Squadra Genesi, una nuova struttura dell'Unione dei Villain. Nonostante i professori diano ordine agli studenti di non attaccare e di tornare al campo base, Deku si reca al rifugio segreto di Kota e vi trova Muscular, lo stesso villain che uccise i genitori del bambino. Muscular è interessato a trovare Bakugo e Deku vuole fermarlo prima che possa far male a Kota. Dopo vari tentativi che disfano le sue braccia riesce a sopraffare l'avversario con la nuova mossa "1.000.000% Delaware Detroit Smash", e Kota lo riconosce come suo eroe. |                   |               |
| 43       | 5  | Falli a pezzi, pugno d'acciaio! 「ブチ込む鉄拳!!!」 - Buchikomu tekken!!! | 5 maggio 2018     | 10 marzo 2021 |
| 43       | 5  | Midoriya riesce a portare Kota in salvo e lo consegna al professor Aizawa, che autorizza tutti gli studenti a combattere i nemici tramite un messaggio telepatico affidato a Mandalay. Midoriya le chiede anche di avvisare che uno degli obiettivi dei nemici è il suo amico Kacchan, il quale ignora l'avvertimento continuando a combattere a modo suo. Kendo e Tetsutetsu si trovano in una nube di gas tossico e notando che non si è disperso in tutta la foresta capiscono che è manovrato da qualcuno, perciò si addentrano verso il punto di convergenza e combinando i loro quirk mettono a tappeto il responsabile. |                   |               |
| 44       | 6  | Il vortice del caos 「がなる風雲急」 - Ganaru Fūunkyū | 12 maggio 2018    | 17 marzo 2021 |
| 44       | 6  | Il Dark Shadow di Tokoyami è fuori dal suo controllo e ferisce Shoji; a Midoriya viene l'idea di attirarlo verso Todoroki e Bakugo che lo neutralizzano sprigionando della luce. Il gruppo scorta Bakugo al campo base e strada facendo salva Ochako e Tsuyu da un attacco di Toga. Bakugo e Tokoyami vengono catturati e ridotti in due biglie da Mr. Compress, così i Villain iniziano a ritirarsi. Anche un mostro che sta attaccando Yaoyorozu riceve l'ordine di ritirata, e la ragazza applica sul suo corpo un trasmettitore di posizione creato all'istante. Deku, Todoroki e Shoji si fanno lanciare in aria da Ochako e Tsuyu per prendere a Mr. Compress le biglie dei loro amici. |                   |               |
| 45       | 7  | Una svolta dietro l'altra 「転転転！」 - Tententen! | 19 maggio 2018    | 17 marzo 2021 |
| 45       | 7  | Shoji riesce a sottrarre le biglie di Tokoyami e Bakugo ma presto si accorge che sono dei falsi, infatti quelle vere sono ancora in possesso di Mr. Compress. Durante la ritirata dei Villain, i ragazzi riescono a recuperare solo Tokoyami mentre Bakugo resta in mano a Dabi, che lo rapisce. Molti studenti vengono portati all'ospedale e i compagni di Midoriya vanno a visitarlo quando riprende conoscenza. Yaoyorozu fornisce un ricevitore di posizione alle forze di polizia per rintracciare il mostro e Kirishima e Todoroki le chiedono di fare lo stesso anche per loro. I due vorrebbero stanare i Villain per liberare Bakugo ma Iida non è d'accordo e ricorda loro i rimproveri che hanno ricevuto dopo l'incidente di Ozu. In ogni caso, Kirishima e Todoroki hanno già deciso di muoversi quella sera stessa e lo fanno sapere a Midoriya, che proprio quel giorno viene dimesso. |                   |               |
| 46       | 8  | Alla ricerca di Bakugo 「飯田から緑谷へ」 - Iida kara Midoriya e | 26 maggio 2018    | 17 marzo 2021 |
| 46       | 8  | Yaoyorozu, dopo averci riflettuto, ha deciso di acconsentire alla richiesta di Todoroki e Kirishima, a patto che le permettano di venire con loro. Anche Midoriya si unisce al gruppo e Iida, venuto a sapere dell'incontro, fa lo stesso in qualità di vigilante. Giunti nel quartiere dei Villain i ragazzi si procurano dei travestimenti e su un maxischermo pubblico vengono trasmesse le scuse dei professori della Yuuei, alle quali i passanti reagiscono con indifferenza e ulteriori critiche. La stessa trasmissione tv viene mostrata a Bakugo, con lo scopo di fargli capire quanto la società sia ingrata verso gli eroi, ma anche dopo essere stato slegato il ragazzo non cambia le sue idee. |                   |               |
| 47       | 9  | All For One 「オール・フォー・ワン」 - Ōru Fō Wan | 2 giugno 2018     | 17 marzo 2021 |
| 47       | 9  | Nella conferenza stampa Aizawa, Nezu e Kan spiegano di aver appena iniziato le ricerche di Bakugo ma All Might e altri eroi professionisti hanno già scovato il nascondiglio e lo assalgono prima di Midoriya, Todoroki, Kirishima, Yaoyorozu e Iida. Tutti i nemici vengono bloccati dagli eroi e il palazzo circondato dalla polizia ma improvvisamente spuntano dei Nomu che fanno sparire Bakugo e i Villain, mentre i cinque ragazzi percepiscono la presenza di All For One e rimangono paralizzati. |                   |               |
| 48       | 10 | Il simbolo della pace 「平和の象徴」 - Heiwa no shōchō | 9 giugno 2018     | 17 marzo 2021 |
| 48       | 10 | I ragazzi scoprono che i Villain e Bakugo sono stati teletrasportati da All For One sul retro del palazzo, dove arriva anche All Might per scontrarsi col suo acerrimo nemico. Nel frattempo gli altri Villain cercano di catturare Bakugo mentre Midoriya, Todoroki, Iida e Kirishima mettono in atto un piano e riescono a salvarlo. Tutti i Villain scappano in un altro nascondiglio segreto sfruttando il potere di Kurogiri e Gran Torino arriva in sostegno di All Might, al limite dell'utilizzo della sua forza. |                   |               |
| 49       | 11 | One For All 「ワン・フォー・オール」 - Wan Fō Ōru | 16 giugno 2018    | 24 marzo 2021 |
| 49       | 11 | L'aspetto debole di All Might è sotto gli occhi di tutti ma lui continua a combattere ricevendo il loro tifo. Durante lo scontro All For One rivela che Shigaraki è il nipote di Nana Shimura, la maestra di All Might che gli passò il One For All, e che ha scoperto che Midoriya è il futuro possessore di quel quirk. All Might riesce a sconfiggere All For One con il suo colpo migliore, lo United States of Smash, esaurendo ogni goccia di potere che gli rimaneva. Tutta la popolazione acclama All Might per la strabiliante impresa che ha compiuto ma Midoriya, già conscio delle conseguenze di questa battaglia, scoppia in lacrime attirando l'attenzione di Bakugo. Assieme al segreto sull'identità di All Might è scomparsa anche la figura del simbolo della pace, ed il prossimo ad entrare in scena sarà il suo giovane successore. |                   |               |
| 50       | 12 | La fine dell'inizio, l'inizio della fine 「始まりの終わり 終わりの始まり」 - Hajimari no owari, owari no hajimari | 23 giugno 2018    | 24 marzo 2021 |
| 50       | 12 | Gran Torino e Tsukauchi assicurano a All Might che cercheranno Shigaraki, mentre a lui lasciano il compito di continuare a fare l'insegnante. All Might invita Midoriya alla spiaggia e lo redarguisce per il suo comportamento sprovveduto degli ultimi giorni facendogli capire che non può più permettersi di rovinare il suo corpo. La Yuuei desidera tutelare la sicurezza dei suoi studenti trasferendoli in un apposito dormitorio costruito vicino alla scuola, ma deve riconquistare la fiducia delle famiglie degli alunni e per farlo, nelle figure di All Might e Aizawa, le visita a domicilio. Tutti i genitori vengono convinti facilmente tranne la madre di Izuku, che non intende mettere di nuovo a rischio la vita di suo figlio permettendogli di frequentare ancora quel liceo. A farle cambiare idea saranno la lettera di Kota, che ha concretizzato il sogno di Izuku di diventare un eroe, e la solenne promessa di All Might di proteggerlo. |                   |               |
| 51       | 13 | Il dormitorio della Yuuei 「入れ寮」 - Haire ryō | 30 giugno 2018    | 24 marzo 2021 |
| 51       | 13 | Gli studenti di prima della Yuuei vanno a vivere assieme in un dormitorio per un periodo in cui termineranno l'allenamento iniziato al ritiro estivo al fine di ottenere una licenza temporanea di eroi. Dopo aver sistemato i bagagli i ragazzi fanno una gara a chi ha la stanza più originale e ben arredata visitandole tutte una ad una. Quella sera Ochaco chiede ai cinque ragazzi che sono andati a salvare Bakugo di ascoltare le scuse di Tsuyu, che vuole anche far loro presente di quanto si sia sentita triste quando ha visto che le sue raccomandazioni dette all'ospedale sono state ignorate; i ragazzi allora le chiedono scusa. |                   |               |
| 52       | 14 | Tecniche speciali 「編め必殺技」 - Ame hissatsuwaza | 14 luglio 2018    | 24 marzo 2021 |
| 52       | 14 | Aizawa avverte gli studenti che dovranno sostenere l'esame per la licenza provvisoria da eroe, che si presenta molto selettivo in quanto ogni anno solo la metà dei candidati riesce a superarlo. Per prepararsi alla prova, i ragazzi dovranno elaborare delle tecniche speciali con le quali massimizzare l'utilizzo dei loro quirk. Dopo alcune difficoltà, Izuku decide di sfruttare il suo quirk non più attraverso l'uso delle braccia ma passando a quello delle gambe, e chiede a Hatsume di potenziare il suo costume di conseguenza. |                   |               |
| 53       | 15 | L'esame 「THE試験」 - THE shiken | 21 luglio 2018    | 24 marzo 2021 |
| 53       | 15 | Gli studenti si recano nel luogo previsto per sostenere l'esame. Alla prova partecipano anche studenti di altri famosi licei del Giappone. L'esame consiste in una gara ad eliminazione: ogni partecipante applica sul suo corpo tre bersagli e viene eliminato quando tutti vengono colpiti dalle palline lanciate dagli altri avversari, per superare la prova invece è sufficiente guadagnare due punti. Il numero massimo di eroi che potranno essere promossi è stato ridotto a 100, molto minore di quanto ci si aspettava, e dopo questo annuncio l'esame ha inizio. Tutti i ragazzi delle altre scuole, come succede ogni anno, mettono subito in gioco la strategia più semplice ovvero sferrare il primo attacco sugli studenti della Yuuei perché i loro quirk e i punti deboli, trasmessi in tv durante il festival sportivo sono già noti a tutti. |                   |               |
| 54       | 16 | Il liceo Shiketsu 「這い寄る士傑高校」 - Haiyoru Shiketsu kōkō | 28 luglio 2018    | 31 marzo 2021 |
| 54       | 16 | Alcuni ragazzi della prima A ascoltano il consiglio di Midoriya di rimanere in gruppo, ma poco dopo vengono divisi da una scossa del terreno provocata da Shindo. Yoarashi, uno dei migliori alunni della Shiketsu, risucchia con un tornado le palline di un gruppo di partecipanti e li elimina tutti con un unico colpo. Midoriya è rimasto solo ed entra in contatto con Utsushimi che gli illumina un bersaglio, poi assume le sembianze di Uraraka e si fa salvare da lui per avvicinarsi a un altro bersaglio, ma Midoriya se ne accorge in tempo e si allontana. Sero e la vera Uraraka arrivano lì per caso e aiutano Midoriya mettendo in fuga Utsushimi. Mentre gli alunni promossi superano i 50, Todoroki viene accerchiato da un gruppo di altri studenti che vogliono punire la sua arroganza di voler combattere da solo. |                   |               |
| 55       | 17 | La prima A 「1年A組」 - 1-nen A-gumi | 4 agosto 2018     | 31 marzo 2021 |
| 55       | 17 | Todoroki attira i suoi avversari vicino a un container di combustibile e lo fa esplodere sparando una fiamma, in questo modo riesce a immobilizzarli e a colpire con facilità i bersagli. Yaoyorozu, Tsuyu, Shoji e Jirou vengono intrappolate in un corridoio da Intelli Saiko e le sue sottoposte, il cui piano è forzare Yaoyorozu a consumare l'utilizzo del suo quirk. La ragazza però riesce a sferrare un'offensiva contro di loro e tutti e quattro conquistano la promozione. Bakugo, Kirishima e Kaminari si ritrovano davanti a Shishikura, che con il suo quirk mette immediatamente Kirishima a tappeto trasformandolo in una massa indistinta di carne. |                   |               |
| 56       | 18 | Una corsa contro il tempo 「RUSH!」 | 11 agosto 2018    | 31 marzo 2021 |
| 56       | 18 | I posti rimanenti per ottenere la licenza temporanea sono sempre meno. Anche Bakugo viene appallottolato da Shishikura ma prima di farlo passa a Kaminari una bomba, con la quale crea un diversivo e lancia una scarica su Shishikura che, indebolitosi, rilascia i corpi di Bakugo e Kirishima; tutti e tre ottengono il punteggio necessario alla promozione affrontando gli altri studenti nelle vicinanze che Shishikura aveva imprigionato. Midoriya, Sero e Uraraka uniscono le forze e vengono promossi pure loro e della prima A della Yuuei restano solo undici studenti ancora in campo. Iida trova Aoyama in disparte e lo incoraggia a rimettersi in gioco. Aoyama lancia un raggio in cielo per attirare l'attenzione dei nemici e permettere a Iida di conquistare dei punti, ma in seguito a quella mossa tutti i loro compagni si riuniscono da loro, riacquistano fiducia e passano la prova. Riunitisi in sala d'attesa, i cento studenti che hanno superato la prima parte dell'esame osservano dall'esterno il campo di gioco su cui si trovavano poc'anzi mentre viene fatto esplodere in alcuni punti critici, infatti nella seconda parte dovranno tornare sullo stesso terreno ma stavolta per salvare le vittime del danno. |                   |               |
| 57       | 19 | Simulazione di salvataggio 「救助演習」 - Kyūjo enshū | 18 agosto 2018    | 31 marzo 2021 |
| 57       | 19 | Nella seconda parte dell’esame i partecipanti sono valutati sulla base del loro comportamento nei confronti dei feriti presenti sul campo, che altro non sono che gli esaminatori della prova stessa. Mentre gli studenti della 1-A si dividono in piccoli gruppi per agevolare le operazioni di salvataggio, all'improvviso irrompe sul campo Gang Orca, decimo nella classifica degli eroi, il quale, insieme ad alcuni aiutanti, interpreterà il ruolo del villain che sferra un attacco nel mentre si svolge un'operazione di soccorso. |                   |               |
| 58       | 20 | Un allenamento speciale 「特別編・愛で地球を救え！」 - Tokubetsu-hen • Ai de Chikyū o sukue! | 25 agosto 2018    | 31 marzo 2021 |
| 58       | 20 | Episodio speciale che funge da prequel al film My Hero Academia: Two Heroes. Questo episodio speciale é ambientato tra la seconda e la terza stagione. |                   |               |
| 59       | 21 | L'ardore di un eroe 「何をしてんだよ」 - Nani o shitendayo | 1 settembre 2018  | 7 aprile 2021 |
| 59       | 21 | Durante la simulazione di attacco dei Villain la maggior parte degli studenti mette in salvo i feriti mentre i più forti di fermano a combattere. Shindo provoca una scossa di terremoto ma viene stordito da Gang Orca. Todoroki e Yoarashi usano rispettivamente il potere del fuoco e del vento ma senza coordinarsi, annullandosi reciprocamente gli attacchi. Yoarashi serba ancora del rancore verso Endeavor per come lo trattò male da bambino e verso Todoroki per il freddo rifiuto di amicizia dopo l'esame di ammissione alla Yuuei che sostennero assieme. Todoroki e Yoarashi continuano a usare inutilmente i loro quirk finché litigano, arrivando quasi ad uccidere Shindo, che viene raccolto in tempo da Midoriya, il quale lancia un grido di rimprovero ai due. Una volta stesi a terra, Todoroki e Yoarashi riescono a rimediare al loro errore con una perfetta fusione dei loro poteri, ma pochi istanti dopo viene annunciata la fine dell'esame e i nomi dei promossi vengono rivelati. |                   |               |
| 60       | 22 | Parliamo del tuo Quirk 「てめェの"個性"の話だ」 - Temee no "Kosei" no Hanashida | 8 settembre 2018  | 7 aprile 2021 |
| 60       | 22 | Tutti gli studenti della sezione A ottengono la licenza temporanea di eroe all'infuori di Bakugo e Todoroki. Anche Yoarashi non ha ottenuto la licenza e si scusa con Todoroki, ma tutti e tre potranno riprovare a conseguirla nel corso dell'anno scolastico. All Might chiede un'udienza con All For One nella prigione dov'è rinchiuso, l'eroe vuole sapere da lui dove si trova Shigaraki ma non ottiene alcuna risposta utile. Quella sera al dormitorio Bakugo chiede a Midoriya di seguirlo all'esterno per parlare di una cosa importante. Il ragazzo ha notato una serie di fatti insoliti che hanno cambiato Midoriya da quando All Might è arrivato in città ed è giunto alla conclusione che il suo amico è diventato il successore segreto dell'eroe numero uno. Dopo una tacita conferma di Midoriya, Bakugo lo sfida a combattere con lui all'istante. |                   |               |
| 61       | 23 | Deku vs Kacchan 2 「デクvsかっちゃん2」 - Deku Bāsasu Kacchan 2 | 15 settembre 2018 | 7 aprile 2021 |
| 61       | 23 | Da quando ha capito che Midoriya è stato scelto come successore di All Might al posto suo, Bakugo ha maturato una forte invidia, che ha finito per scaturire la rissa tra i due amici. Il sistema di sorveglianza avverte il professor Aizawa della necessità di intervenire, ma All Might lo precede e gli chiede di lasciare a lui il compito di risolvere la situazione. L'eroe arriva sul posto poco dopo la fine del combattimento e spiega a Bakugo le ragioni per cui il debole Midoriya è stato preferito a lui, assieme ad altri dettagli sul One For All che il ragazzo promette di mantenere segreti. Tornati al dormitorio i due litiganti vengono puniti con tre giorni di reclusione e di pulizie. |                   |               |
| 62       | 24 | La stagione degli incontri 「出会いの季節」 - Deai no Kisetsu | 22 settembre 2018 | 7 aprile 2021 |
| 62       | 24 | Nella prima parte dell'episodio viene raccontata la genesi di Jin Bubaigawara, nel mentre il personaggio assiste a un attentato in strada e nota del talento nel suo provocatore. Finché è in punizione a Midoriya è preclusa qualsiasi informazione spiegata durante le lezioni e quando porta fuori la spazzatura si imbatte nella faccia di uno strano tipo, spuntata prima da una parete e poi dal terreno, che è interessato a conoscerlo. Il giorno seguente Midoriya torna in classe ed è pronto a rimettersi in pari mentre a Bakugo resta ancora un altro giorno di punizione. Il professor Aizawa riprende il discorso dei tirocini e presenta ai suoi alunni i Big Three, ovvero tre studenti del terzo anno che li stanno svolgendo e potranno raccontare in prima persona le loro esperienze. |                   |               |
| 63       | 25 | L'imbattibile 「無敵」 - Muteki | 29 settembre 2018 | 7 aprile 2021 |
| 63       | 25 | Tra i Big Three c'è Mirio, colui che aveva incontrato Midoriya il giorno prima, il quale propone al professore di fare una dimostrazione pratica del divario di abilità che intercorre tra loro e degli studenti prossimi al diploma. Giunti in palestra, Mirio è l'unico dei tre che attacca gli alunni, che faticano a contrattaccare perché non capiscono come funziona il suo quirk. L'unico che tiene i nervi fermi e riesce a prevedere una delle mosse è Midoriya ma anche lui come gli altri viene messo K.O.. Mirio spiega che il suo quirk, chiamato permeazione, consente al suo corpo di trapassare qualsiasi oggetto esterno, tra cui il suolo ma anche l'aria e la luce, quindi ha allenato il respiro e l'istinto di posizione mentre ne fa uso. Midoriya ascolta con stupore la sua esperienza ed è sempre più entusiasta di cominciare il suo tirocinio. |                   |               |

## Home video
La terza stagione è stata distribuita in DVD e Blu-Ray in Giappone da Toho in otto volumi fra il 18 luglio 2018 ed il 13 febbraio 2019.
| Volume | Episodi | Data di pubblicazione |
| ------ | ------- | --------------------- |
| 1      | 39–42   | 18 luglio 2018        |
| 2      | 43–45   | 15 agosto 2018        |
| 3      | 46–48   | 19 settembre 2018     |
| 4      | 49–51   | 17 ottobre 2018       |
| 5      | 52–54   | 14 novembre 2018      |
| 6      | 54–57   | 19 dicembre 2018      |
| 7      | 58–60   | 16 gennaio 2019       |
| 8      | 61–63   | 13 febbraio 2019      |

In Italia è stata pubblicata da Dynit nei medesimi supporti e in un'unica uscita avvenuta il 24 febbraio 2021.